# 6107 Osterbrock
6107 Osterbrock este o planetă minoră (asteroid), cu un diametru de 4,363 km, din centura de asteroizi. A fost descoperită pe 14 ianuarie 1948 la Mount Hamilton⁠(d) de Carl A. Wirtanen⁠(d) și a fost numită după Donald Edward Osterbrock⁠(d). 
Obiectul prezintă o orbită caracterizată de o semiaxă mare de 1,8655236 UAi, o excentricitate de 0,08, o înclinație de 26,22073 ° în raport cu ecliptica.